# دردار هولندي
دردار هولندي (الاسم العلمي:Ulmus hollandica) هو نوع غير مؤكد من النباتات يتبع جنس الدردار من الفصيلة الدردارية. سمي هذا النوع نسبةً إلى هولندا.